# NGC 6761
NGC 6761 est une vaste galaxie spirale barrée située dans la constellation du Télescope. Sa vitesse par rapport au fond diffus cosmologique est de 5 565 ± 51 km/s, ce qui correspond à une distance de Hubble de 82,1 ± 5,8 Mpc (∼268 millions d'al). NGC 6761 a été découverte par l'astronome britannique John Herschel en 1834.
En raison d'une brillance de surface égale à 14,11 mag/am2, on peut qualifier NGC 6761 de galaxie à faible brillance de surface (LSB en anglais pour low surface brightness). Les galaxies LSB sont des galaxies diffuses (D) avec une brillance de surface inférieure de moins d'une magnitude à celle du ciel nocturne ambiant.
La classe de luminosité de NGC 6761 est I-II.